# 糀場富美子
糀場 富美子（こうじば とみこ、1952年7月11日 - ）は、日本の作曲家、編曲家。

## 人物
広島県広島市南区出身。3歳からピアノを習い、小学校1年から戸田繁子の音楽教室に通う。同門には指揮者の大植英次がいる。戸田からソルフェージュ、即興演奏、和声学の基礎を学ぶ。広島大学付属高等学校卒業。東京芸術大学作曲科に入学し、3年の時に初めて書いた管弦楽曲を芸大オーケストラが演奏したのに力を受け、作曲家の道を進む。卒業後、同大学院修了。矢代秋雄、間宮芳生、野田暉行に師事。
原爆の惨状を聞いて育った広島人として、その思いを込めた作品を発表している。代表作の一つ、弦楽のための「広島レクイエム」は芸大大学院修了直後の1979年に作曲、翌1980年に広島市に寄贈した。1985年、バーンスタインの推薦で、大植英次指揮により「広島平和コンサート」で初演され、小澤征爾指揮、ボストン交響楽団の定期演奏会でも演奏される。1995年夏には、コンポーザー・イン・レジデンスを務めたサンタフェ室内楽音楽祭でフェスティバル・アンサンブルにより、また同年冬には、大植英次の指揮でミネソタ管弦楽団により演奏された。
広島、長崎の悲劇を風化させない思いで作曲した作品『未風化の七つの横顔～ピアノとオーケストラのために』は、2006年7月に別宮賞を受賞し、同年8月に第16回芥川作曲賞を受賞する。日本アマチュアピアノコンクール、ピティナ・ピアノコンペティション等、コンサートの審査員もつとめる。
2011年3月11日の東日本大震災以降、「海」をテーマに作曲を続けている。作品には2014年ミュージック・フロム・ジャパン委嘱の「わだつみ」（チェロとピアノ、後に管弦楽）、會田瑞樹委嘱「ねむりの海へ」（ヴィブラフォン）などがある。
2005年4月より、日本ピアノ指導者協会評議員。2006年4月より、日本現代音楽協会理事。2006年12月より、日本ソルフェージュ協議会理事。日本作曲家協議会会員、21世紀音楽の会会員。
現在、東京音楽大学教授、東京芸術大学非常勤講師として後進の指導も務めている。

## 作品

### 管弦楽
- 「佳運-尺八とオーケストラのために」[14]　- 岡山シンフォニーホール委嘱。1992年「岡山シンフォニーホール1周年記念演奏会」初演
- 「光る橋-オーケストラのために-」[15] - 瀬戸フィルハーモニー委嘱。2004年10月17日「瀬戸フィルハーモニー交響楽団第十一回定期演奏会」初演。
- 「未風化の7つの横顔」（ピアノとオーケストラ）[16] - 2006年別宮賞、芥川作曲賞受賞。2005年10月13日「オーケストラ・プロジェクト2005」初演[17][18]。
- 「フォオトリエの鳥-クラリネットとオーケストラのために-」 - 2006年10月5日「文化庁舞台芸術国際フェスティバル2006」初演。
- 「輪廻-そして、魂の新生のとき-」 - 2007年8月3日「大阪シンフォニカー交響楽団　第21回いずみホール定期演奏会」初演。
- 「月を食う空の獅子」[19] - 2008年サントリー音楽財団委嘱。2008年8月31日サントリーホールにて初演[20]。
- 「Sky was sky」[21] -2010年アンサンブル・ロカ委嘱
- 「百舌鳥耳原に寄せる３つの墓碑銘」[22] -2011年大阪交響楽団委嘱
- 「摂氏4000度からの未来」 - 2015年広島交響楽団委嘱[23]

### 室内楽
- 「広島レクイエム」（弦楽合奏） - 1985年8月「広島平和コンサート」初演。
- 「そして、魂の新生のとき Transmigration of the soul」[24] - サンタフェ室内楽音楽祭（英語版）委嘱。1995年8月大山平一郎指揮「サンタフェ室内楽音楽祭」初演[8]。
- 「ぽるとがるぶみ－メゾソプラノと打楽器のために」（林望詩） - 2002年9月19日初演。[25][5]
- 「アウラ-尺八とコントラバスのために-」[26] - 2003年11月24日「21世紀音楽の会」初演[27]。
- 「この明け方に-弦楽アンサンブルのために-」[28]- 2004年5月28日「Peaceあんさんぶるヒロシマ発足記念演奏会」初演。
- 「Paracelsusの部屋-フルートと打楽器のために-」[29] - 2005年3月6日「現代の音楽展2005-打楽器フェスター」初演。
- 「ステラ・ウィンド(ピアノ四手連弾)」[30] - 2006年10月5日「第22回こどもたちへ」初演。
- 「天頼譜Ⅱ-十七絃と電子オルガンのために-」 2007年10月21日「現音秋の音楽展2007　器楽アトリエⅣ」初演。
- 「わだつみ」（チェロとピアノ）[31]- 2013年2月24日初演、ミュージック・フロム・ジャパン委嘱[10]。
- 「イザイホー～ノロのうた～」（Vn、Hp） - 2015年初演[32]。
- 「フラグメンツ　3本のチェロのための」 - 2017年5月17日初演[33]。

### 独奏曲
- 「ピアノ独奏曲」 - 2004年1月24日「アルテクスNo.30記念コンサート」初演。
- 「黒白まだらのワルツ-子供のためのピアノ曲-」[34] - 2005年11月6日「第21回こどもたちへ」初演。
- 「ルブリョフの扉-独奏ヴァイオリンのために-」[35] - 2006年11月2日東京オペラシティリサイタルホールにて初演。
- 「美しき謀計の織り手-チェンバロのために-」[36] - 2006年12月17日東京文化会館小ホールにて初演。
- 「かえるの体操（子供のためのピアノ協奏曲）」 - 2007年11月10日「第23回こどもたちへ」初演。
- 「ドゥイノの城」（チェロ独奏）[37] - 全音楽譜出版委嘱。2008年12月5日津田ホールにて初演。[38]
- 「ルブリョフの扉」（ヴァイオリン独奏）[39] - 2009年3月オペラシティリサイタルホールにて初演。
- 「ねむりの海へ　ヴィブラフォン独奏のために」 - 2014年5月8日初演。[11]
- 「お日さまのキャンバス」（ピアノ独奏） - カワイ出版委嘱2014年。[40]
- 「白のエピソード」（ピアノ独奏） - 2019年5月18日サントリーホールブルーローズにて初演。[41]

### 合唱曲・独唱曲
- 「児童合唱組曲 四季と歌と子どもたち」[42]
- 「四季の情景 : ソプラノと女声合唱のために」[43]
- 「合唱のための５つのバラード-蒼い海と空のきわみに-」[44] - 広島国民文化祭委嘱。2000年「2000年広島国民文化祭」初演。
- 「女声及び児童合唱曲」 - 2004年10月9日「コーラスでつづる世界の子どもの歌めぐり」初演。（編曲も担当）
- 同声2重合唱による組曲「あかちゃんのうた」全10曲 - 2005年9月5日「広島ジュニアコーラス・フェミニンコール広島　第十五回定期演奏会」初演。（編曲も担当）
- 「竹笛（ソプラノ独唱曲）」 2007年11月2日「伊崎燁子ソプラノリサイタル」初演。
- 「生命の種まき」[45] [46]-2010年八ヶ岳ミュージックセミナー委嘱
- 「星曜日・風曜日　女声合唱のために」[47]

## 編曲
- 「N児が選ぶ日本の歌50選　第一集」 - NHK児童合唱団委嘱。2007年11月18日「NHK東京児童合唱団第36回定期演奏会」初演。
- 「イタリア歌曲集」 - NHK児童合唱団委嘱。2009年3月「NHK東京児童合唱団演奏会」初演。

## 録音
- 糀場富美子 作品集—広島レクイエム—現代日本の作曲家シリーズ 第53集（FONTEC FOCD2583) 2018.3[48]
  - 広島レクイエム：弦楽合奏のための（1985）秋山和慶指揮 広島交響楽団他
  - フォオトリエの鳥：クラリネットと管弦楽のために（2001）十亀正司（Cl） 秋山和慶指揮 東京交響楽団
  - 未風化の7つの横顔：ピアノと管弦楽のために（2005）長尾洋史（Pf）秋山和慶指揮 東京交響楽団
  - わだつみの波：管弦楽のために（2013）大井剛史指揮 東京交響楽団

## 楽譜
- 「ソプラノと女声合唱のために 四季の情景」全音楽譜出版社、（1998年12月）
- 「児童合唱組曲 四季と歌と子どもたち」全音楽譜出版社、（1998年12月）[42]
- 「女声合唱 こどもの歌ごよみ1」河合楽器製作所・出版事業部（1998年12月）[49]
- 「女声合唱 こどもの歌ごよみ2」河合楽器製作所・出版事業部（1998年12月）[50]
- 「ソプラノと女声合唱のための「四季の情景」」全音楽譜出版社（1999年5月）[43]
- 「混声 人間たちへ 」河合楽器製作所・出版事業部（2000年10月）[51]
- 「広島レクイエム　弦楽合奏のための」全音楽譜出版社（2003年2月）[52]
- 「ぽるとがるぶみ　メゾソプラノと打楽器のために」全音楽譜出版社（2006年7月）[25]
- 「ルブリョフの扉」全音楽譜出版社（2007年7月）[53]
- 「ドゥイノの城」全音楽譜出版社（2009年5月）[38]
- 「未風化の７つの横顔」全音楽譜出版社（2009年7月）[54]
- 「未風化の７つの横顔」（ピアノ独奏版）全音楽譜出版社（2012年12月）[55][56]
- 「女声合唱とピアノのために 生命の種まき」河合楽器製作所・出版事業部（2012年6月）
- 「生命の種まき」カワイ出版（2012年7月）[46]
- 「お日さまのキャンバス」カワイ出版（2014年10月）[40][57]
- 「ねむりの海へ」全音楽譜出版社（2014年11月）[11]
- 「わだつみ」全音楽譜出版社（2015年2月）[10]
- 「星曜日・風曜日　女声合唱のために」全音楽譜出版社（2015年12月）[47]
- 「フラグメンツ」全音楽譜出版社（2019年2月）[33]
- 「白のエピソード」全音楽譜出版社[41]
- 「イザイホー～ノロのうた～」全音楽譜出版社[32]

## 著書

### 単著
- 「音楽史からみたリズム・スタディ」全音楽譜出版社、（2007年3月）
- 「旋律聴音548問 (初歩から受験まで段階的に使える聴音問題集) 」全音楽譜出版社、（2009年6月）

### 共著
- 「名曲による対位旋律聴音 古代から近代」音楽の友社、(2003年2月）
- 「初歩から受験まで段階的に使える聴音問題集(1)対位聴音247問」全音楽譜出版社、（2005年3月）
- 「初歩から受験まで段階的に使える聴音問題集(3)和声聴音627問」全音楽譜出版社、（2008年11月）
- 「視唱練習506問 初歩から受験まで段階的に使える問題集 5」全音楽譜出版社、（2008年2月）
- 「視唱スタディ リズムハーモニーとともに」全音楽譜出版社、（2009年3月）
- 「リズム練習274問 (初歩から受験まで段階的に使える聴音問題集)」全音楽譜出版社、（2009年11月）
- 「新曲視唱523-楽曲例とともに- 東京音楽大学/編」河合楽器製作所・出版事業部（2010年6月）
- 「コードネーム付 新曲視唱」音楽の友社、(2011年9月）
- 「生徒を伸ばす! ピアノ教材大研究」(2014年1月）

## 受賞
- 1977年 神奈川芸術祭合唱コンクール最高位[5]
- 1986年 第6回新・波の会日本歌曲コンクール作曲部門入賞[5]
- 2006年 別宮賞、芥川作曲賞[3]